# Brian Trenchard-Smith
Brian Medwin Trenchard-Smith (nacido en 1 de junio de 1946) es un cineasta, autor y ocasional actor australiano nacido en el Reino Unido, reconocido por su enfoque idiosincrásico y satírico de las películas de género de bajo presupuesto. Su filmografía abarca géneros como la acción, la ciencia ficción, las artes marciales, la ficción distópica, el drama y la comedia.

## Biografía
Después de adquirir experiencia como escritor y editor de trailers de películas, Trenchard-Smith realizó películas documentales para la televisión australiana, muchas de las cuales se centraron en los actores de acrobacias y artistas marciales, incluyendo a su frecuente colaborador Grant Page. Hizo su debut como director con el largometraje The Man from Hong Kong (1975), la primera película coproducida entre Australia y Hong Kong. Muchas de las películas posteriores de Trenchard-Smith se convirtieron en ejemplos notables del género conocido como Ozploitation (películas de bajo presupuesto producidas en territorio australiano), entre ellas Deathcheaters (1976), Stunt Rock (1978), Turkey Shoot (1982), BMX Bandits (1983), Frog Dreaming (1986) y Dead End Drive-In (1986).
El cineasta se trasladó a Hollywood en 1990, y desde entonces ha dirigido principalmente películas para televisión y vídeo. Obras notables de esta época incluyen The Siege of Firebase Gloria (1989), Night of the Demons 2 (1994), Leprechaun 3 (1995), Leprechaun 4: In Space (1996), Happy Face Murders (1999), Megiddo: The Omega Code 2 (2001), DC 9/11: Time of Crisis (2003), Aztec Rex (2007), Chemistry (2011), Absolute Deception (2013) y Drive Hard (2014). Su primera novela, The Headsman's Daughter (conocida posteriormente como Alice Through the Multiverse), fue publicada de forma independiente en 2016. Varias de las películas de Trenchard-Smith han cosechado seguidores de culto y han sido objeto de una revaluación crítica, siendo citado como uno de los directores favoritos del cineasta estadounidense Quentin Tarantino.

## Filmografía

### Cine
| Año  | Título                       | Director | Guionista | Productor | Actor | Notas            |
| ---- | ---------------------------- | -------- | --------- | --------- | ----- | ---------------- |
| 1975 | The Love Epidemic            | Sí       | Sí        | Sí        | No    | Documental       |
| 1975 | The Man from Hong Kong       | Sí       | Sí        | No        | Sí    |                  |
| 1976 | Deathcheaters                | Sí       | Sí        | Sí        | Sí    |                  |
| 1978 | Stunt Rock                   | Sí       | Sí        | No        | Sí    |                  |
| 1978 | Hospitals Don't Burn Down!   | Sí       | No        | No        | No    | Corto documental |
| 1979 | Day of the Assassin          | Sí       | No        | No        | No    |                  |
| 1980 | The Dangerous Summer         | Sí       | No        | No        | No    | Corto documental |
| 1982 | Blood Tide                   | No       | No        | Sí        | No    |                  |
| 1982 | Turkey Shoot                 | Sí       | Sí        | No        | Sí    |                  |
| 1983 | BMX Bandits                  | Sí       | Sí        | No        | No    |                  |
| 1986 | Frog Dreaming                | Sí       | No        | No        | No    |                  |
| 1986 | Jenny Kissed Me              | Sí       | No        | No        | No    |                  |
| 1986 | Dead End Drive-In            | Sí       | No        | No        | No    |                  |
| 1988 | Day of the Panther           | Sí       | Sí        | No        | No    |                  |
| 1988 | Strike of the Panther        | Sí       | Sí        | No        | No    |                  |
| 1989 | Out of the Body              | Sí       | No        | No        | No    |                  |
| 1989 | The Siege of Firebase Gloria | Sí       | Sí        | No        | No    |                  |
| 1990 | Deathstone                   | No       | No        | Ejecutivo | No    |                  |
| 1994 | Night of the Demons 2        | Sí       | No        | No        | No    |                  |
| 1995 | Leprechaun 3                 | Sí       | No        | No        | No    |                  |
| 1996 | Leprechaun 4: In Space       | Sí       | No        | No        | No    |                  |
| 2001 | Megiddo: The Omega Code 2    | Sí       | No        | No        | No    |                  |
| 2006 | In Her Line of Fire          | Sí       | No        | Sí        | No    |                  |
| 2009 | Pimpin' Pee Wee              | Sí       | No        | No        | No    |                  |
| 2010 | Arctic Blast                 | Sí       | No        | No        | No    |                  |
| 2013 | Absolute Deception           | Sí       | No        | Sí        | Sí    |                  |
| 2014 | Drive Hard                   | Sí       | Sí        | No        | No    |                  |
| 2014 | Turkey Shoot                 | No       | No        | Ejecutivo | No    |                  |

### Televisión
| Año    | Título                     | Director | Guionista | Productor | Notas                |
| ------ | -------------------------- | -------- | --------- | --------- | -------------------- |
| 1972   | Marty Feldman in Australia | Sí       | No        | No        | Documental           |
| 1972   | The Big Screen Scene       | Sí       | No        | No        | Documental           |
| 1972   | For Valor                  | Sí       | No        | No        | Documental           |
| 1973   | The Stuntmen               | Sí       | Sí        | Sí        | Documental           |
| 1973   | The World of Kung Fu       | Sí       | Sí        | Sí        | Documental           |
| 1973   | Inside Alvin Purple        | Sí       | Sí        | Sí        | Documental           |
| 1974   | Kung Fu Killers            | Sí       | Sí        | Sí        | Documental           |
| 1974   | The Making of Stone        | Sí       | No        | No        | Documental           |
| 1976   | Danger Freaks              | Sí       | Sí        | Sí        | Miniserie documental |
| 1984-5 | Five Mile Creek            | Sí       | No        | No        | 2 episodios          |
| 1985   | Special Squad              | Sí       | No        | No        | 2 episodios          |
| 1989   | Mission: Impossible        | Sí       | No        | No        | 2 episodios          |
| 1991-2 | Tarzán                     | Sí       | No        | No        | 10 episodios         |
| 1991-2 | Silk Stalkings             | Sí       | No        | No        | 5 episodios          |
| 1993   | Time Trax                  | Sí       | No        | No        | 2 episodios          |
| 1993   | Official Denial            | Sí       | No        | No        | Telefilme            |
| 1994   | High Tide                  | Sí       | No        | No        | 1 episodio           |
| 1995-7 | Flipper                    | Sí       | No        | No        | 5 episodios          |
| 1995   | Sahara                     | Sí       | No        | No        | Telefilme            |
| 1995   | The Last Bullet            | No       | Sí        | No        | Telefilme            |
| 1996   | Escape Clause              | Sí       | No        | No        | Telefilme            |
| 1997   | Doomsday Rock              | Sí       | No        | No        | Telefilme            |
| 1998   | Atomic Dog                 | Sí       | No        | No        | Telefilme            |
| 1998   | Voyage of Terror           | Sí       | No        | No        | Telefilme            |
| 1999   | Happy Face Murders         | Sí       | No        | No        | Telefilme            |
| 2000   | Britannic                  | Sí       | Sí        | No        | Telefilme            |
| 2000   | The Others                 | Sí       | No        | No        | 1 episodio           |
| 2002   | Seconds to Spare           | Sí       | Sí        | No        | Telefilme            |
| 2002   | Sightings: Heartland Ghost | Sí       | No        | No        | Telefilme            |
| 2003   | The Paradise Virus         | Sí       | No        | Sí        | Telefilme            |
| 2003   | DC 9/11: Time of Crisis    | Sí       | No        | No        | Telefilme            |
| 2005   | Phantom Below              | Sí       | No        | Sí        | Telefilme            |
| 2006   | Long Lost Son              | Sí       | No        | No        | Telefilme            |
| 2007   | Aztec Rex                  | Sí       | No        | No        | Telefilme            |
| 2009   | Fusion                     | Sí       | No        | No        | Serie web            |
| 2009   | Malibu Shark Attack        | No       | No        | Sí        | Telefilme            |
| 2011   | The Cabin                  | Sí       | No        | No        | Telefilme            |
| 2011   | Chemistry                  | Sí       | No        | No        | 7 episodios          |